# Quite Universal Circuit Simulator
Quite Universal Circuit Simulator (Qucs) est un logiciel open source de simulation de circuits électroniques sous licence GPL.
Ce logiciel a été conçu avec la bibliothèque logicielle Qt.
Il permet d'importer les modèles de SPICE.